# Chiaki Omigawa
Chiaki Omigawa (小見川 千明?, Omigawa Chiaki; Prefettura di Kanagawa, 11 novembre 1989) è un'attrice e doppiatrice giapponese.
È diventata una seiyū debuttando con il ruolo di Maka Albarn in Soul Eater.

## Apparizioni

### Stage
- Akage no Anne (ragazza)
- Mori wa Ikiteiru (coniglio)

### Anime
I ruoli da protagonista sono contrassegnati in grassetto.
- Arakawa Under the Bridge (P-ko)
- Arakawa Under the Bridge x Bridge (P-ko)
- Bodacious Space Pirates (Mami Endou)
- Bungo Stray Dogs (Naomi Tanizaki)
- Double-J (anime) (Maria Sassa)
- Eppur... la città si muove! (Hotori Arashiyama)
- Eureka SeveN Astral Ocean (Elena Peoples)
- Hanasaku iroha (Minko Tsurugi)
- Hidamari Sketch×Hoshi Mittsu (Nazuna)
- Un calcio volante al mio demonio (Minos)
- Maria Holic Alive (Komachi Yamaki)
- Natsu no Arashi! (Jun Kamigamo)
- Natsu no Arashi! Akinai chū (Jun Kamigamo)
- Mahou Sensei Negima! Anime Final (Sakurako Shiina)
- Seitokai yakuindomo (Mutsumi Mitsuba)
- Soul Eater (Maka Albarn)
- The Beginning After the End (Jasmine Flamesworth)
- Towa no Quon (Miu)

### ONA
- Scott Pilgrim - La serie (Slate Girl)

### Videogiochi
- Soul Eater: Battle Resonance (Maka Albarn)
- God Eater (Licca Kusunoki)
- Zero Escape: Virtue's Last Reward (Phi)
- Persona 4: Dancing All Night (Sumomo Ujima)
- Fate/Grand Order (Berserker/Paul Bunyan)
- Zero Escape: Zero Time Dilemma (Phi)
- Azure Striker Gunvolt 2 (Xiao)
- The Legend of Heroes: Trails through Daybreak (Hermes)